# Фредді Аду
Фредді Аду (англ. Freddy Adu, нар. 2 червня 1989, Тема) — американський футболіст ганського походження, півзахисник. Виступав, зокрема, за клуби «Бенфіка» та «Монако», а також національну збірну США.
Вважався одним з найперспективніших молодих гравців США. За збірну U-17 Фредді забив 16 голів у 15 матчах, за U-20 — 16 м'ячів у 33 поєдинках, за що отримав прізвисько «новий Пеле», і став лише другим футболістом в історії, який зіграв на трьох молодіжних чемпіонатах світу. Аду здійснив дебют у Major League Soccer у 14 років та став наймолодшим гравцем в історії ліги, з яким підписали професійний контракт. У 18 років перейшов до лісабонської «Бенфіки» за 2 млн доларів США, де отримував позитивні відгуки. Втім перспективний гравець не зміг здійснити перехід у професіональний футбол після феєричної кар'єри на юнацькому та молодіжному рівнях і виступав по численних орендах з стрімким зниженням рівня чемпіонатів і клубів і завершив кар'єру в 32 роки, так і не розкривши свій потенціал.

## Клубна кар'єра
Народився 2 червня 1989 року в ганському місті Тема. Коли йому було вісім років, його мати виграла вид на проживання в диверсифікаційній лотереї США і його родина переїхала в американський Роквілл, штату Меріленд. Там Аду пішов у початкову школу, а у віці 12 років, у січні 2002 року, вступив у футбольну академію IMG. У 2003 році він отримав американське громадянство.

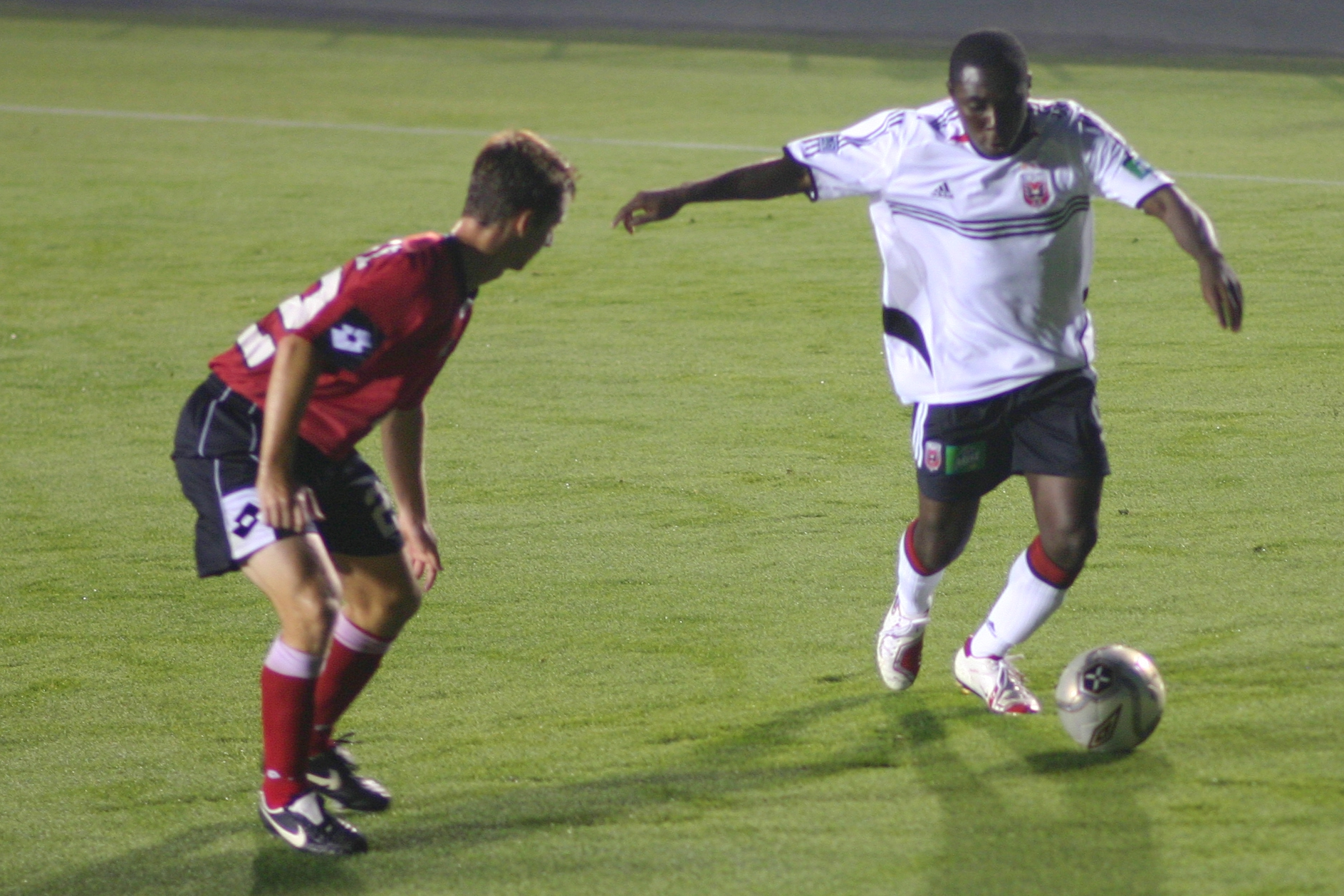
Фредді Аду (праворуч) під час виступів за «Ді Сі Юнайтед». 14 червня 2006 року.

У 14 років Аду став наймолодшим професійним спортсменом в історії сучасного американського командного спорту, підписавши професійний контракт з МЛС, головною футбольною лігою США. Він вважався однією з висхідних зірок світового футболу.
У дорослому футболі дебютував 2004 року виступами за команду клубу «Ді Сі Юнайтед», в якій провів два сезони, взявши участь у 87 матчах чемпіонату, причому в першому ж сезоні він з командою виграв титул Кубка MLS.
Протягом першої половини сезону 2007 року захищав кольори клубу «Реал Солт-Лейк», після чого влітку того ж року став гравцем португальської «Бенфіки». Відіграв за лісабонський клуб наступний сезон своєї ігрової кар'єри, проте закріпитися в команді не зумів і в подальшому грав на правах оренди за клуби «Монако», «Белененсеш», «Аріс» та «Чайкур Різеспор», де також нечасто виходив на поле.
На початку 2011 року Фредді повернувся до США, де два наступні сезони грав у МЛС за «Філадельфію Юніон», після чого 5 квітня 2013 року в обмін на Жозе Клеберсона перейшов у бразильську «Баїю», де грав до кінця року, після чого тривалий час лишався вільним агентом.
Влітку 2014 року Аду підписав контракт до кінця року із сербською «Ягодиною», проте до кінця контракту зіграв лише в одному матчі на кубок, після чого покинув клуб.
На початку 2015 року Фредді став гравцем фінського клубу «КуПС», але зігравши до літа лише в 5 матчах чемпіонату і одній грі національного кубка, покинув клуб. Влітку того ж року приєднався до американського клубу «Тампа-Бей Роудіс» з Північноамериканської футбольної ліги, другого за силою дивізіону США. Всього встиг відіграти за флоридську команду 13 матчів в національному чемпіонаті.
Перед сезоном MLS 2017 Аду побував на перегляді в «Портленд Тімберзс», але йому не запропонували контракт. У серпні 2017 року Аду був на перегляді у «Санденції» з польської Екстракласи, втім тут до повноцінної угоди справа не дійшла. Лише 15 березня 2018 року Аду знайшов собі нову команду, коли став гравцем клубу «Лас-Вегас Лайтс». Аду провів 14 матчів за «Лайтс» і забив один гол у чемпіонаті USL під час сезону 2018 року, після чого покинув команду.
14 жовтня 2020 року, після дворічної перерви в кар'єрі, під час якої Аду працював тренером з юнацького футболу в Меріленді, було оголошено, що Аду приєднався до клубу «Естерлен», який вийшов у третій дивізіон чемпіонату Швеції. Тим не менш не зігравши жодного матчу за команду, вже 16 лютого 2021 року було оголошено, що контракт Аду був розірваний, після того, як клуб вважав, що Аду фізично чи психічно недостатньо здоровий, щоб бути конкурентоспроможним. Сам Аду стверджував, що причиною його відходу став внутрішній конфлікт усередині клубу.

## Виступи за збірні
2002 року дебютував у складі юнацької збірної США, взяв участь у 46 іграх на юнацькому рівні, відзначившись 29 забитими голами. У її складі був учасником юнацького (U-17) чемпіонату світу 2003 року у Фінляндії, де американці дійшли до чвертьфіналу, а Аду забив 4 голи у 4 матчах.
Протягом 2003—2009 років залучався до складу молодіжної збірної США (U-20). Дебютувавши у її складі 17 січня 2006 року у матчі проти Канади в віці 16 років і 234 днів, Фредді став наймолодшим гравцем, який дебютував в такому юному віці за дану збірну. У цьому матчі він замінив на 81-й хвилині травмованого Едді Джонсона. В подальшому у складі цієї збірної Аду брав участь у трьох поспіль молодіжних чемпіонатах світу (2003, 2005, і 2007), причому на останньому з них був капітаном команди і 3 липня 2007 року зробив хет-трик в матчі проти однолітків з Польщі (6:1). Це досягнення зробило його першим гравцем, який коли-небудь робив хет-трик в обох чемпіонатах світу (U-20 і U-17). Всього на молодіжному рівні зіграв у 33 офіційних матчах, забив 16 голів.
17 листопада 2007 року Фредді дебютував за збірну США U-23 в товариському матчі проти однолітків з Південної Африки. На початку наступного року у цій же збірній він зробив дубль в матчі проти Канади в півфіналі кваліфікаційного турніру, що дозволило його збірній виступати на Олімпійських іграх 2008 року в Пекіні. На самій олімпіаді Аду зіграв у двох перших матчах проти Японії і Нідерландів, проте в кожному матчі отримав по жовтій картці і змушений був пропустити останній матч групового етапу проти Нігерії, який американці програли і покинули турнір.
28 травня 2006 року дебютував в офіційних матчах у складі національної збірної США в товариській грі проти збірної Англії (0:2). Свій перший гол за збірну Аду забив 19 листопада 2008 року, у віці 19 років і 170 днів, у відбірковому матчі до ЧС-2010 проти Гватемали зі штрафного.
У складі збірної був учасником розіграшу Золотого кубка КОНКАКАФ 2009 року у США, здобувши того року титул континентального віце-чемпіона, розіграшу Кубка конфедерацій 2009 року у ПАР, де разом з командою здобув «срібло», а також розіграшу Золотого кубка КОНКАКАФ 2011 року у США, де разом з командою знову здобув «срібло».
Всього провів у формі головної команди країни 17 матчів, забивши 2 голи.

## Статистика виступів

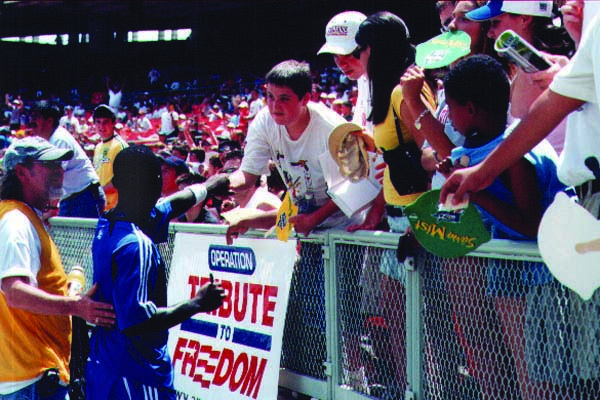
Фредді Аду роздає автографи після Матчу всіх зірок МЛС 2004 року.

### Статистика клубних виступів
| Сезон                         | Команда                       | Чемпіонат                     | Чемпіонат | Чемпіонат | Національний кубок | Національний кубок | Національний кубок | Континентальні кубки | Континентальні кубки | Континентальні кубки | Інші змагання | Інші змагання | Інші змагання | Усього | Усього |
| Сезон                         | Команда                       | Ліга                          | Ігор      | Голів     | Ліга               | Ігор               | Голів              | Ліга                 | Ігор                 | Голів                | Ліга          | Ігор          | Голів         | Ігор   | Голів  |
| ----------------------------- | ----------------------------- | ----------------------------- | --------- | --------- | ------------------ | ------------------ | ------------------ | -------------------- | -------------------- | -------------------- | ------------- | ------------- | ------------- | ------ | ------ |
| 2004                          | «Ді Сі Юнайтед»               | МЛС                           | 26+4      | 2+3       | КЛГ                | 1                  | 0                  | -                    | -                    | -                    | -             | -             | -             | 31     | 5      |
| 2005                          | «Ді Сі Юнайтед»               | МЛС                           | 24+1      | 4         | КЛГ                | 2                  | 1                  | -                    | -                    | -                    | -             | -             | -             | 27     | 5      |
| 2006                          | «Ді Сі Юнайтед»               | МЛС                           | 29+3      | 2         | КЛГ                | 2                  | 0                  | -                    | -                    | -                    | -             | -             | -             | 34     | 2      |
| Усього за «Ді Сі Юнайтед»     | Усього за «Ді Сі Юнайтед»     | Усього за «Ді Сі Юнайтед»     | 79+8      | 8+3       |                    | 5                  | 1                  |                      | -                    | -                    |               | -             | -             | 92     | 12     |
| 2007                          | «Реал Солт-Лейк»              | МЛС                           | 11        | 2         | КЛГ                | 0                  | 0                  | -                    | -                    | -                    | -             | -             | -             | 11     | 2      |
| 2007–08                       | «Бенфіка»                     | ПЛ                            | 11        | 2         | КП+КЛ              | 2+3                | 1+3                | ЛЧ+КУЄФА             | 3+1                  | 0                    | -             | -             | -             | 20     | 6      |
| 2008–09                       | «Монако»                      | Л1                            | 9         | 0         | КФ+КЛ              | 0+1                | 0                  | -                    | -                    | -                    | -             | -             | -             | 10     | 0      |
| 2009-10                       | «Белененсеш»                  | ПЛ                            | 3         | 0         | КП+КЛ              | 0+1                | 0                  | -                    | -                    | -                    | -             | -             | -             | 4      | 0      |
| 2009-10                       | «Аріс»                        | СЛ                            | 5+4       | 1         | КГ                 | 2                  | 1                  | -                    | -                    | -                    | -             | -             | -             | 11     | 2      |
| 2010-11                       | «Аріс»                        | СЛ                            | 0         | 0         | КГ                 | 0                  | 0                  | ЛЄ                   | 0                    | 0                    | -             | -             | -             | 0      | 0      |
| Усього за «Аріс»              | Усього за «Аріс»              | Усього за «Аріс»              | 5+4       | 1         |                    | 2                  | 1                  |                      | 0                    | 0                    |               | -             | -             | 11     | 2      |
| 2010–11                       | «Чайкур Різеспор»             | 1Л (ІІ)                       | 11        | 4         | КТ                 | 0                  | 0                  | -                    | -                    | -                    | -             | -             | -             | 11     | 4      |
| 2011                          | «Філадельфія Юніон»           | МЛС                           | 9+2       | 2         | КЛГ                | 2                  | 0                  | -                    | -                    | -                    | -             | -             | -             | 13     | 2      |
| 2012                          | «Філадельфія Юніон»           | МЛС                           | 24        | 5         | КЛГ                | 4                  | 3                  | -                    | -                    | -                    | -             | -             | -             | 28     | 8      |
| Усього за «Філадельфію Юніон» | Усього за «Філадельфію Юніон» | Усього за «Філадельфію Юніон» | 33+2      | 7         |                    | 6                  | 3                  |                      | -                    | -                    |               | -             | -             | 41     | 10     |
| 2013                          | «Баїя»                        | ЛБ+A                          | 3+2       | 0         | -                  | -                  | -                  | ПАК                  | 2                    | 0                    | -             | -             | -             | 4      | 0      |
| 2014–15                       | «Ягодина»                     | СЛ                            | 0         | 0         | CS                 | 1                  | 0                  | -                    | -                    | -                    | -             | -             | -             | 1      | 0      |
| 2015                          | «КуПС»                        | ВЛ                            | 5         | 0         | КФ                 | 1                  | 0                  | -                    | -                    | -                    | -             | -             | -             | 6      | 0      |
| 2015                          | «Тампа-Бей Роудіс»            | НАСЛ (ІІ)                     | 8         | 0         | КЛГ                | 0                  | 0                  | -                    | -                    | -                    | -             | -             | -             | 8      | 0      |
| 2016                          | «Тампа-Бей Роудіс»            | НАСЛ (ІІ)                     | 5         | 0         | КЛГ                | 0                  | 0                  | -                    | -                    | -                    | -             | -             | -             | 5      | 0      |
| Всього за «Тампа-Бей Роудіс»  | Всього за «Тампа-Бей Роудіс»  | Всього за «Тампа-Бей Роудіс»  | 13        | 0         |                    | 0                  | 0                  |                      | -                    | -                    |               | -             | -             | 13     | 0      |
| 2018                          | «Лас-Вегас Лайтс»             | USL (ІІ)                      | 14        | 1         | КЛГ                | 0                  | 0                  | -                    | -                    | -                    | -             | -             | -             | 14     | 1      |
| Усього за кар'єру             | Усього за кар'єру             | Усього за кар'єру             | 192+14    | 23+3      |                    | 20                 | 9                  |                      | 6                    | 0                    |               | -             | -             | 232    | 35     |

### Статистика виступів за збірну
| Дата       | Місто         | Господарі         | Результат | Гості     | Турнір                              | Голи | Примітки   |
| ---------- | ------------- | ----------------- | --------- | --------- | ----------------------------------- | ---- | ---------- |
| 22/01/2006 | Сан-Дієго     | США               | 0 – 0     | Канада    | товариський матч                    | -    |            |
| 16/10/2007 | Базель        | Швейцарія         | 0 – 1     | США       | товариський матч                    | -    |            |
| 03/01/2008 | Йоганнесбург  | ПАР               | 0 – 1     | США       | товариський матч                    | -    |            |
| 28/05/2008 | Х'юстон       | США               | 2 – 2     | Мексика   | товариський матч                    | -    |            |
| 04/06/2008 | Лондон        | Англія            | 2 – 0     | США       | товариський матч                    | -    |            |
| 08/06/2008 | Сантандер     | Іспанія           | 1 – 0     | США       | товариський матч                    | -    |            |
| 10/06/2008 | Іст-Резерфорд | США               | 0 – 0     | Аргентина | товариський матч                    | -    |            |
| 15/06/2008 | Карсон        | США               | 8 – 0     | Барбадос  | Відбір до ЧС 2010                   | -    |            |
| 22/06/2008 | Бриджтаун     | Барбадос          | 0 – 1     | США       | Відбір до ЧС 2010                   | -    |            |
| 11/10/2008 | Вашингтон     | США               | 6 – 1     | Куба      | Відбір до ЧС 2010                   | -    |            |
| 15/10/2008 | Порт-оф-Спейн | Тринідад і Тобаго | 2 – 1     | США       | Відбір до ЧС 2010                   | -    |            |
| 19/11/2008 | Колорадо      | США               | 2 – 0     | Гватемала | Відбір до ЧС 2010                   | 1    |            |
| 03/06/2009 | Сан-Хосе      | Коста-Рика        | 3 – 1     | США       | Відбір до ЧС 2010                   | -    |            |
| 04/07/2009 | Сієтл         | США               | 4 – 0     | Гренада   | Кубок КОНКАКАФ 2009 - груповий етап | 1    |            |
| 04/07/2009 | Вашингтон     | США               | 4 – 0     | Гондурас  | Кубок КОНКАКАФ 2009 - чвертьфінал   | -    |            |
| 22/06/2011 | Х'юстон       | США               | 1 – 0     | Панама    | Кубок КОНКАКАФ 2011 - груповий етап | -    |            |
| 25/06/2011 | Пасадена      | США               | 2 – 4     | Мексика   | Кубок КОНКАКАФ 2011 - Фінал         | -    | 2-ге місце |
| Усього     |               | Матчів            | 17        |           | Голів                               | 2    |            |

## Титули і досягнення
- Володар Кубку МЛС: 2004
- Срібний призер Золотого кубка КОНКАКАФ: 2009, 2011

## Цікаві факти
Фредді Аду був на американській обкладинці футбольної комп'ютерної гри FIFA 06.